# Царская мастерская палата
Царская мастерская палата — царская палата, приравненная к приказу, для одеяния Русского царя,  рассадник ремесел и искусств в Москве.
В литературе встречается название — Государева Мастерская Палата, и указано что она, как и Царицына мастерская палата, входила в состав Оружейной Палаты. В Оружейной палате были мастера алмазных дел, резных дел из кости, сканщики, портные, кружевники, посошники, чеботники, картузники, белильники и тому подобные мастера и их подмастерья.

## История
Царская мастерская палата известна с 1627 года. Одно время государева мастерская палата помещалась в Теремных покоях. В данной палате заседал постельничий, стряпчий с ключом и дьяк. Стряпчий этот честью приравнивался к окольничему, но в думе не заседал.
Приказ ведал царское одеяние и мастеровых по этой части. Из этого приказа ежедневно выдавали и затем принимали обратно под расписку одежду, которую надевал царь. Кроме царя и людей, служивших в этом приказе, никто не имел права входить туда.
В Царской мастерской палате велись:
- описи царской казны;
- выходные книги, описные и приходо-расходные книги большой Государевой шкатуры;
- приходо-расходные книги денежной казне;
- приходные книги товарам;
- кроильные книги платью и расходные товарам;
- записные книги делам, дела и документы.

Упоминается ещё в 1709 году. Пётр Великий соединил все старинные приказы дворцового управления в одно ведомство, под названием «Мастерская и Оружейная Палата» и под главным ведением сената, для хранения царских сокровищ и управления московскими дворцами и волостями. 

## Руководство
- Г. И. Ртищев, постельничий и видимо, продолжал числиться головой над жилецкой сотней[6];
- И. М. Лаптев-Языков, боярин, в 1676 году пожалован в думные постельничие, с управлением государевой мастерской палатой[7];
- Г. И. Головкин, постельничий, с 1688 года — по 1700 год.